# Steve Lichtag
Steve Lichtag (* 4. března 1954 Znojmo), rodným jménem Zdeněk Loveček, je český filmový producent, režisér a spisovatel.

## Biografie
Vyrůstal v rodině vojenského pilota. Posléze absolvoval hudební a dramatickou konzervatoř v Brně (1972). Jako herec působil v divadlech v Karlových Varech, v Jihlavě a Praze. Následující tři roky po studiu byl pravidelně obsazován jak ve filmech, tak v pořadech Československé televize. V roce 1979 odešel do USA, vyučoval herectví na Florida Academy of Dramatic Arts a tam také začal spolupracovat s divadlem Ta Fantastika. Od roku 1986 se Steve L. Lichtag začal věnovat výhradně filmu jako producent a později i jako režisér.
V roce 1988 natočil v Jihovýchodní Asii třídílný dokument Quo vadis Cambodia a v letech 1989–1991 v tehdejším SSSR šestidílný dokumentární seriál o gulazích, Sibiř – země žalu, země naděje. Od roku 1995 průběžně realizoval televizní sérii Hledání křišťálového světa a poté celovečerní dokument Carcharias – Velký Bílý, jenž měl premiéru v roce 2001 na NBC. V roce 2004 natočil hraný film Tanec modrých andělů. Je to příběh mladé Veroniky, bojující ve svých snech s japonskými velrybáři. Snímkem Prapodivný svět z roku 2006 poukázal na kontroverzní elektroodchyt ryb v českých řekách. Téhož roku dokončil film Mýtus jménem žralok, kde se opět vrací k tématu velkých bílých žraloků v Jižní Africe. Další film Zajatci bílého boha je dramatický příběh mladého českého studenta Tomáše, který se infiltruje mezi misionáře v Thajsku a Laosu a přináší tak drsná svědectví o jejich praktikách s místními dětmi. V roce 2010 dokončil další film Poslední lovci, který divákům představuje drsný život na indonéském ostrově Lembata a život lovců vorvaňů ve vesnici Lamalera. Jeho posledním autorským filmem je polohraný 3D film z divoké přírody Aldabra, byl jednou jeden ostrov, který je od roku 2013 stále ještě v mezinárodní kinodistribuci. V současnosti[kdy?] se jako producent a režisér věnuje přípravě několika hraných filmů ve společnosti Twin Star Film, kterou spoluvlastní.
V roce 2002 napsal knihu Čekání na bílou smrt, která se stala rekordně rychle bestsellerem na knižním trhu, doposud[kdy?] bylo prodáno přes 20 tisíc výtisků.[zdroj⁠?!] Druhá kniha Tanec modrých andělů vyšla v roce 2006, první vydání bylo rozprodáno na vánočním trhu.[zdroj⁠?!] Steve Lichtag pořádá přednášky s promítáním svých filmů pro širokou veřejnost v České republice a v zahraničí.
V roce 2004 založil Mezinárodní filmový festival „Voda – moře – oceány“, jehož je prezidentem a který se pravidelně koná v Hluboké nad Vltavou. Je také čestným prezidentem Mezinárodního filmového festivalu Příběhy Země, který probíhá na území celé České republiky. Pravidelně zasedá doma i v zahraničí v odborných porotách filmových festivalů. Je držitelem více než 60 filmových cen z domova i ze zahraničí a také několika významných osobních ocenění za svůj mimořádný přínos pro společnost.
Díky svým filmům z podmořského světa je pokládán za velmi zkušeného potápěče a pro svůj smysl pro humor má pověst zábavného vypravěče.
Na webových stránkách hnutí ANO 2011 je uveden jako jeho podporovatel v sekci "Podporují nás". Když se ho na tuto skutečnost novináři v červnu 2019 ptali, odpověděl: „Sice jsem kdysi opravdu panu Babišovi věřil, že všechno bude bezvadné a zalité sluncem, ale slunce se bohužel vytratilo. Já jsem sice na stránkách ANO stále uveden jako jejich podporovatel, ale musím říct, že jsem zklamaný“.
V roce 2021 dokončil po třech letech práce celovečerní dokumentární film STINGL – Malý velký Okima o životě legendárního českého cestovatele, spisovatele a vědce Miloslava Stingla.
Je ženatý, s manželkou Marcelou Lichtágovou má dvě dcery Anežku a Adélku, z předchozích manželství má dva syny Thomase a Michala. Žije a pracuje v Praze .

## Filmografie
- 1988 Quo vadis Cambodia
- 1989 Sibiř – země žalu, země naděje (TV seriál)
- 2000 Hledání křišťálového světa I. ( TV seriál)
- 2000 Dobrodružství oceánů: Hledání křišťálového světa II.
- 2001 Carcharias - Velký Bílý
- 2003 Návrat na Rapa Nui
- 2004 Tanec modrých andělů
- 2006 Prapodivný svět
- 2006 Mýtus jménem žralok
- 2008 Zajatci bílého boha
- 2010 Poslední lovci
- 2013 Aldabra, byl jednou jeden ostrov – 3D
- 2021 STINGL – Malý velký Okima

## Dílo
- 2002 Čekání na bílou smrt
- 2006 Tanec modrých andělů